# 루카스 포스

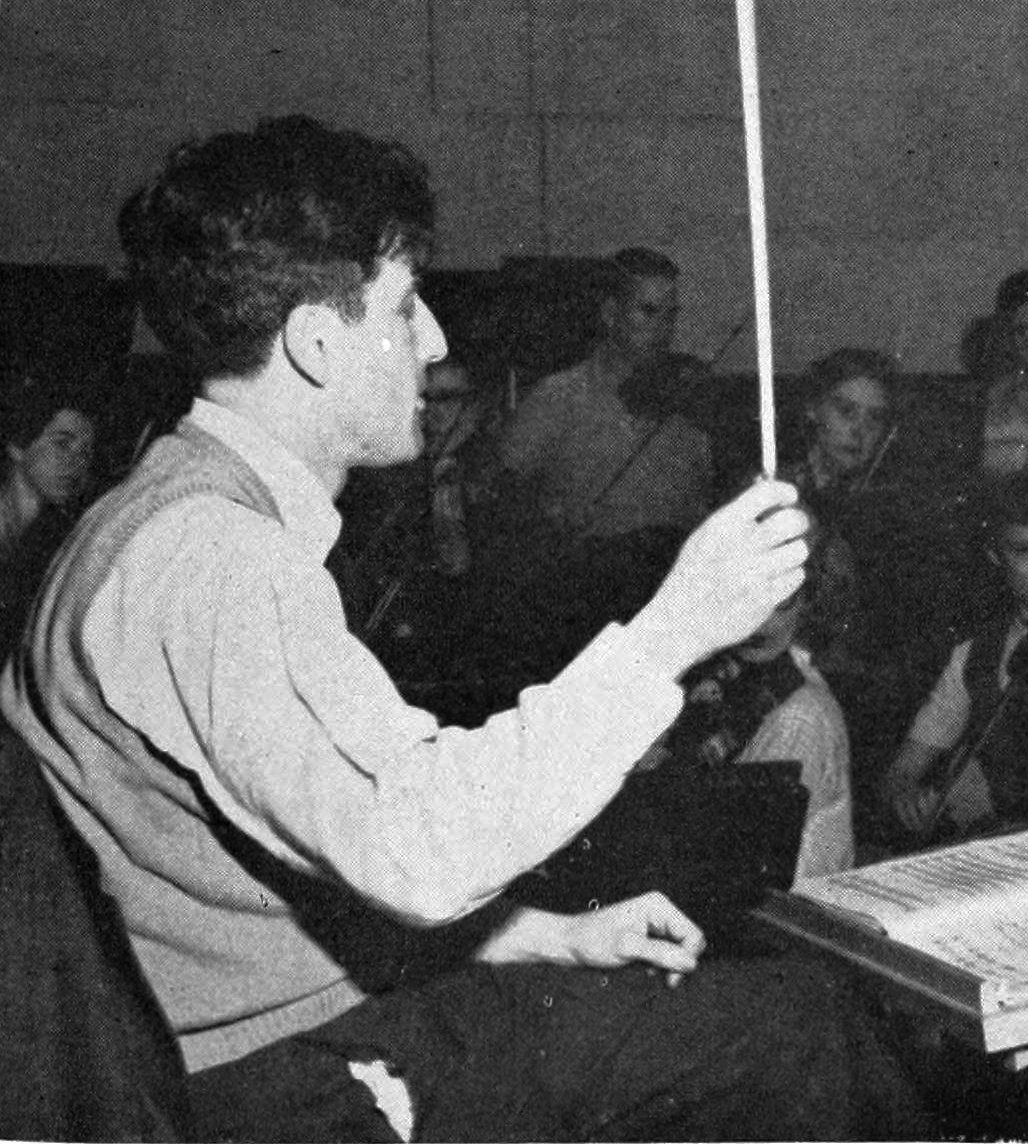

루카스 포스 (Lukas Foss, 1922년 8월 15일 ~ 2009년 2월 1일)는 독일계 미국인 작곡가, 피아니스트, 지휘자였다.
1922년 독일 베를린 에서 태어난 그는 신동으로 인정받았다. 그는 6세 때 베를린에서 피아노와 이론 수업을 시작했다. 그의 부모는 힐데(쉰들러)와 철학자이자 학자인 마틴 포스(Martin Foss)였다. 그는 1933년 가족과 함께 파리로 이주하여 음악을 공부했다. 1937년에 그는 부모 및 형제와 함께 미국으로 이주했고, 그는 필라델피아에 있는 커티스 음악원에서 이사벨 벤게로바 (피아노), 로사리오 스칼레로 (작곡), 프리츠 라이너 (지휘)와 함께 공부했다. 커티스에서 레너드 번스타인과 평생 우정을 시작했다. 그는 1953년 아르놀트 쇤베르크를 대신하여 UCLA의 음악 교수로 임명되었다.